# 東京富士美術館
東京富士美術館（とうきょうふじびじゅつかん）は、東京都八王子市に所在する美術館。

## 概要
1983年（昭和58年）11月3日開館。創価学会名誉会長・創価学会インタナショナル（SGI）会長である池田大作によって創立された。「世界を語る美術館」をモットーに、西洋・東洋の様々な芸術作品（絵画、彫刻、版画など）約3万点を所蔵している。なかでもルネサンスから現代にいたる西洋絵画500年の流れを概観することを可能にする名作およそ100点は常設展示されている。さらに、特定のテーマのもとに当館所蔵品や世界各国の美術館からの貸出品を展示する企画展、また世界各国の文化を紹介する海外交流展なども随時開催している。2008年（平成20年）には新館がオープンした。開館にあたっては、美術史家であるルネ・ユイグの力が大きかった。
創価大学・創価女子短期大学、創価学会東京牧口記念会館に隣接している。2017年（平成29年）5月現在、創価学会会長の原田稔が名誉館長を務めている。

## 交通アクセス
JR八王子駅から15分
北口・西東京バス12番のりばより
（平日・土曜の始発から12:27発までは14番のりば）
- 「創価大正門東京富士美術館行き」
- 「創価大学循環」

京王八王子駅から20分
西東京バス4番のりばより
- 「創価大正門東京富士美術館行き」
- 「創価大学循環」

中央高速八王子インターチェンジ
第2出口より八王子市街方面へ進み、国道16号に合流。
三つ目の信号（谷野街道入口）を右折、直進し、二つ目の信号（谷野町）を右折。
圏央道あきる野インターチェンジ
秋留橋を左折し、国道411号線（滝山街道）に合流。
国道16号方面（八王子市方面）へ直進（6 km）。
純心学園前交差点を右折し直進（700 m）。
美術館敷地内に2つの無料専用駐車場（西口駐車場約40台、A駐車場約50台）

## 所蔵作品例

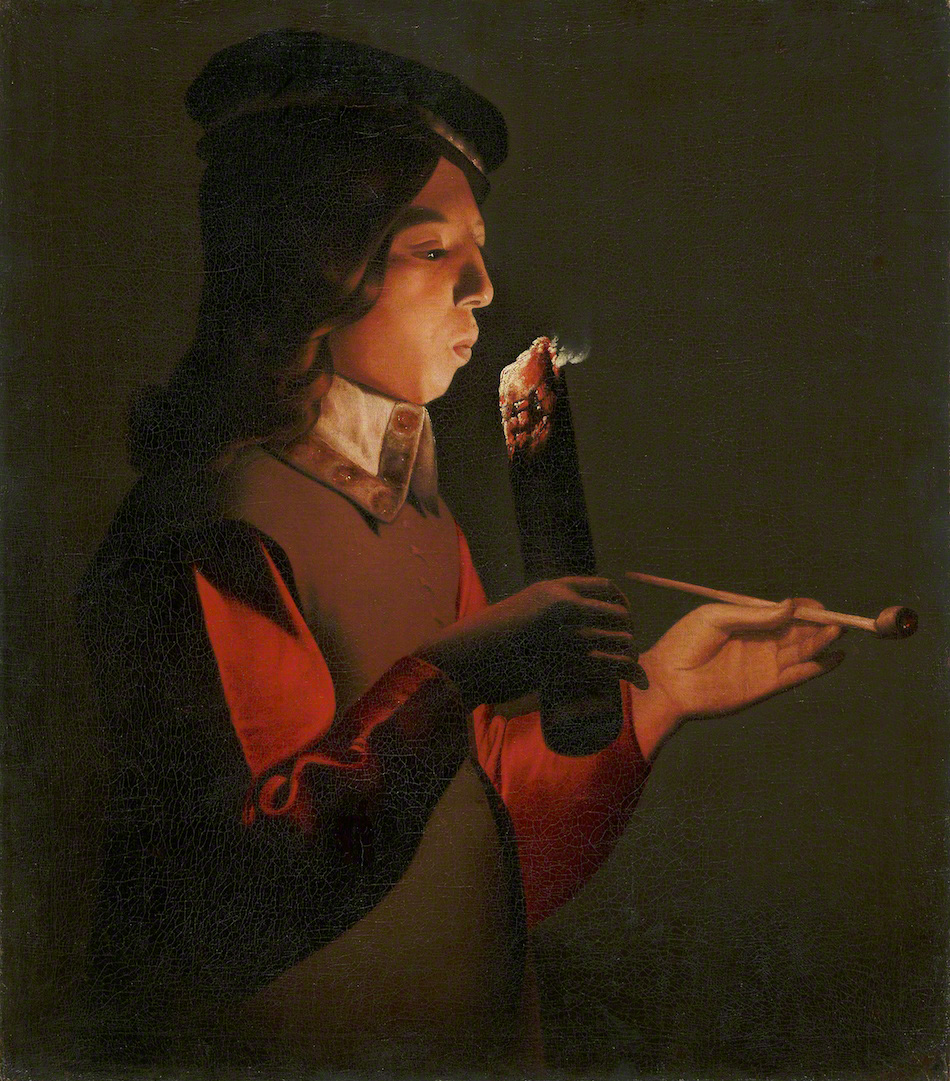
ジョルジュ・ド・ラ・トゥール『煙草を吸う男』（1646年）
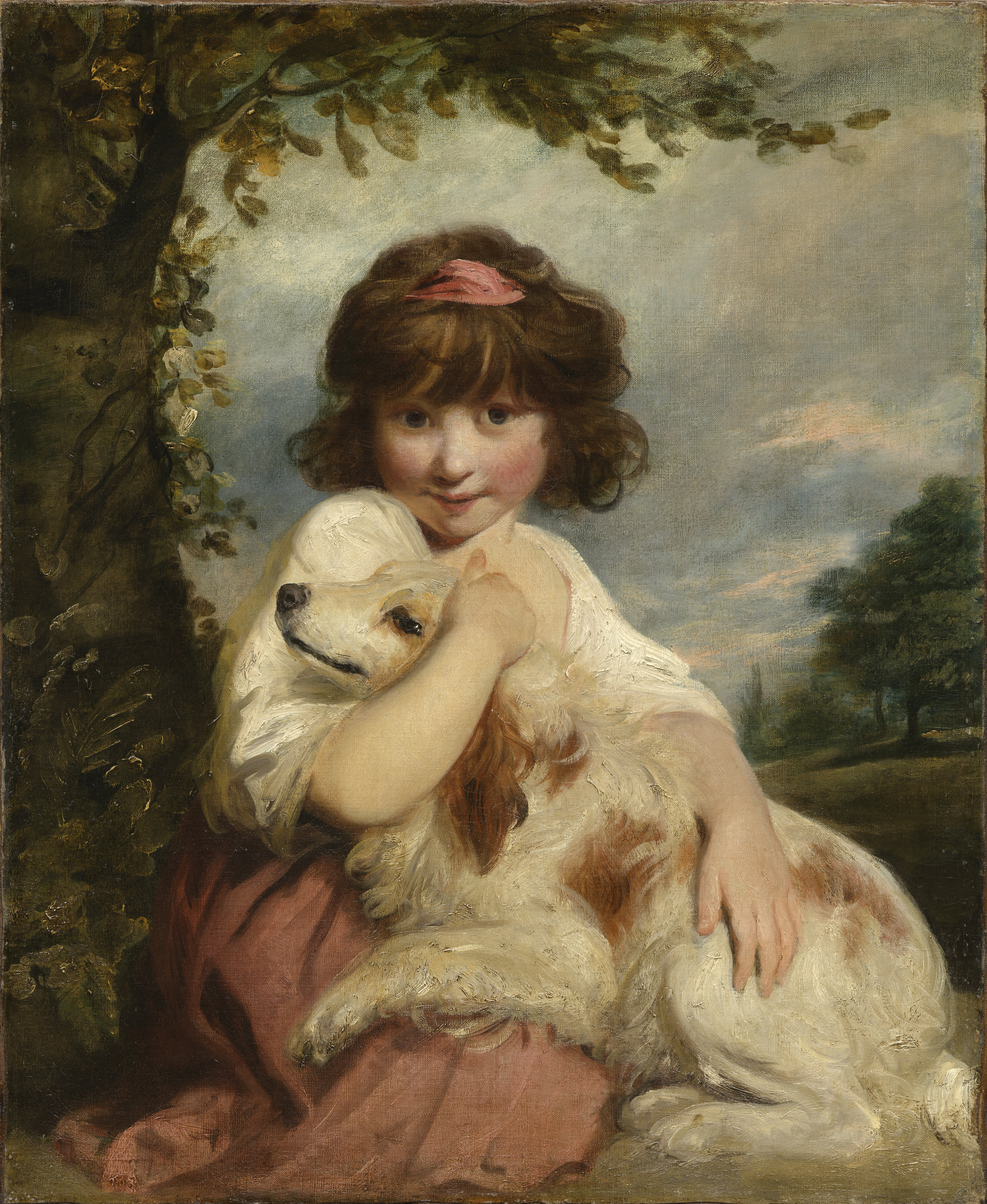
ジョシュア・レノルズ『少女と犬』（1780年頃）
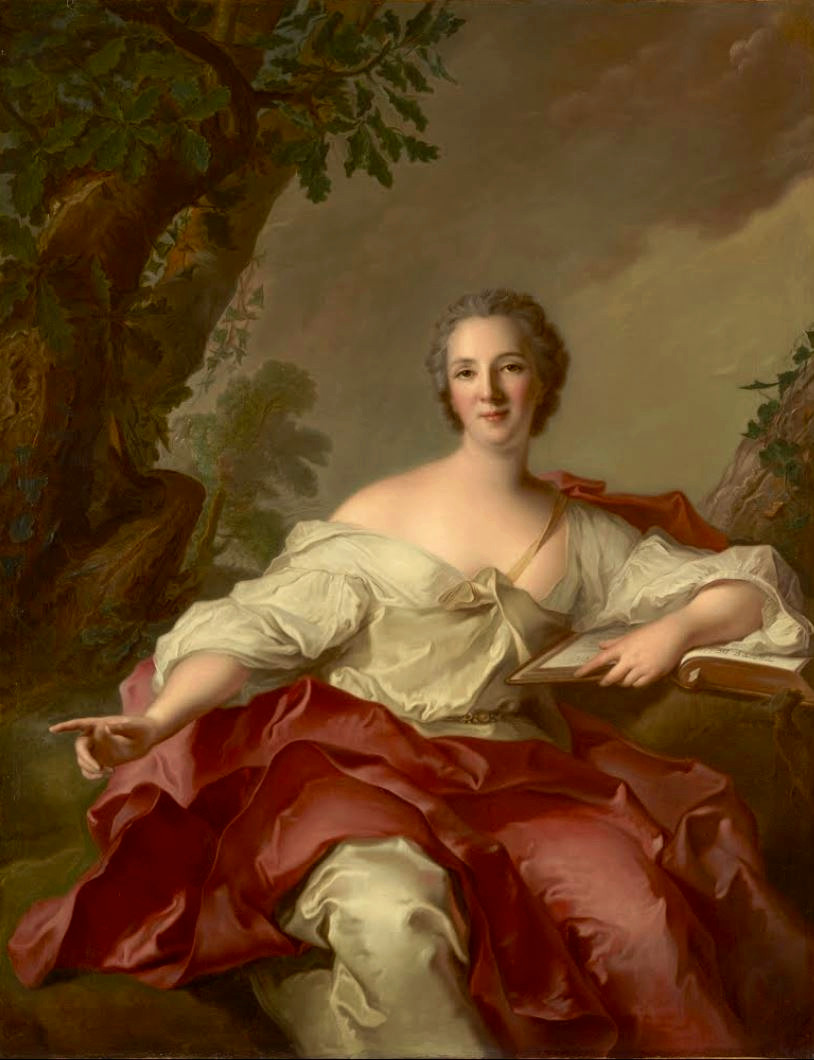
ジャン＝マルク・ナティエ『ジョフラン夫人』（1738年）
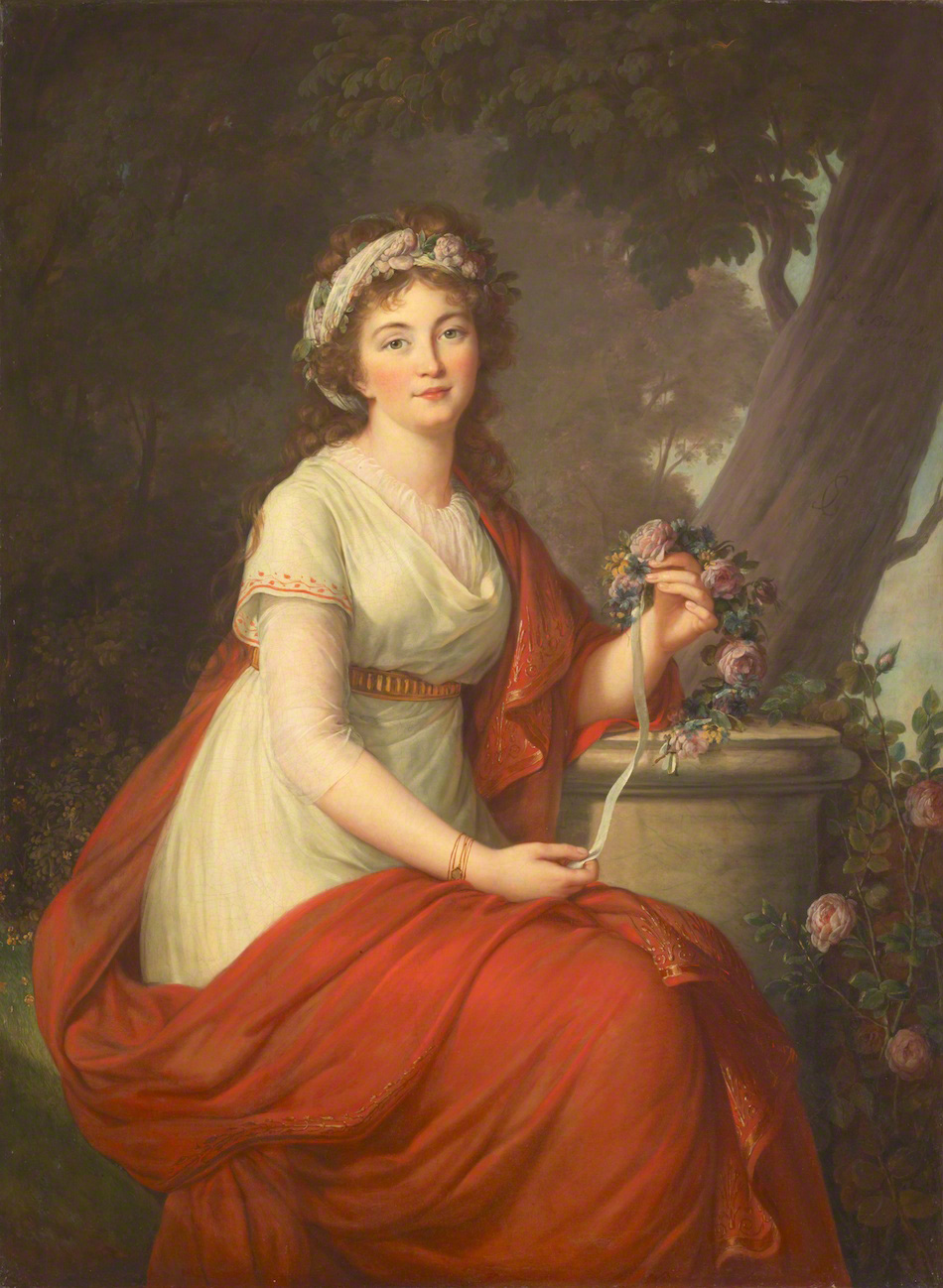
エリザベート＝ルイーズ・ヴィジェ＝ルブラン『ユスーポフ公爵夫人像』（1797年）
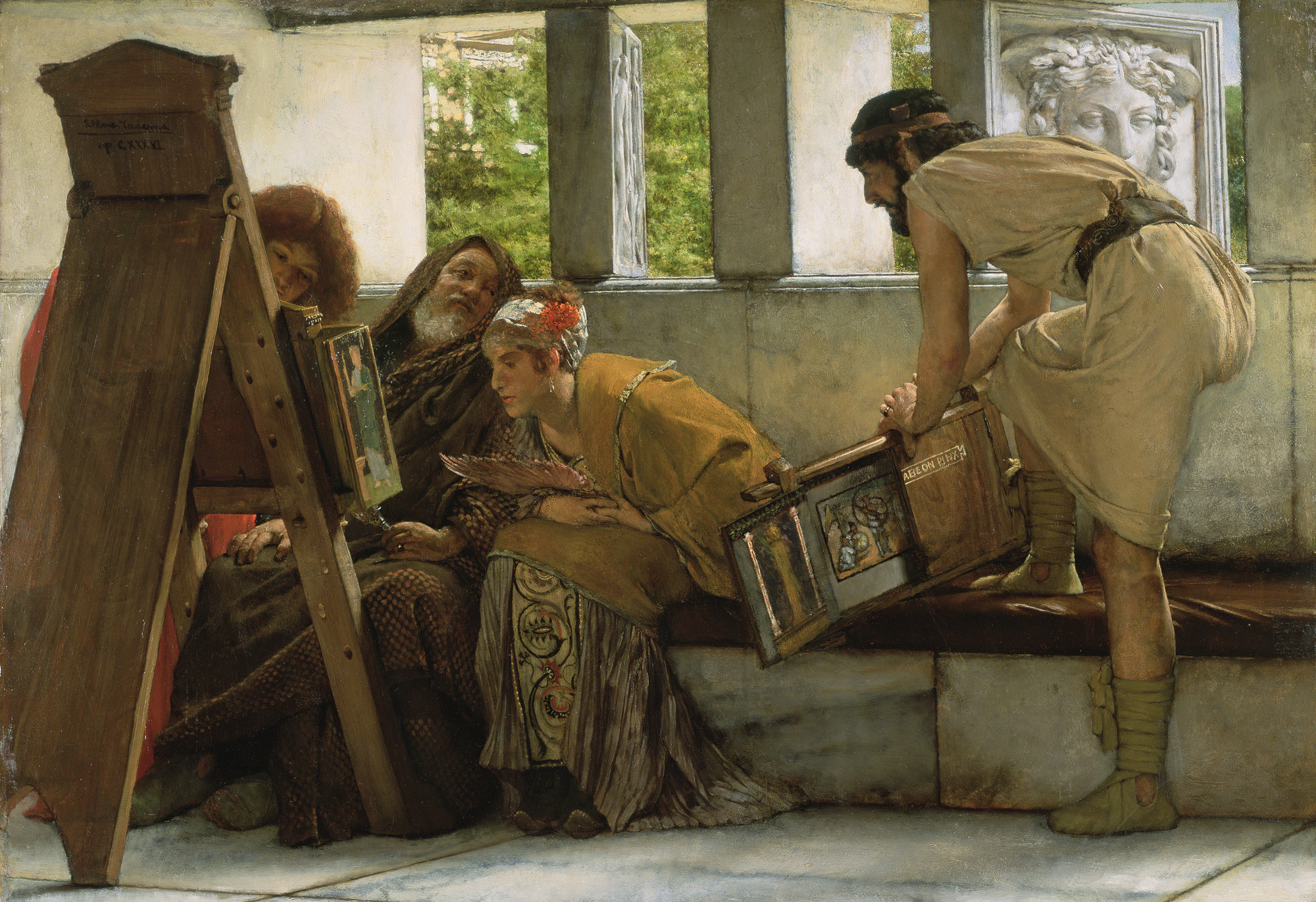
ローレンス・アルマ＝タデマ『古代ローマのスタジオ』（1874年）
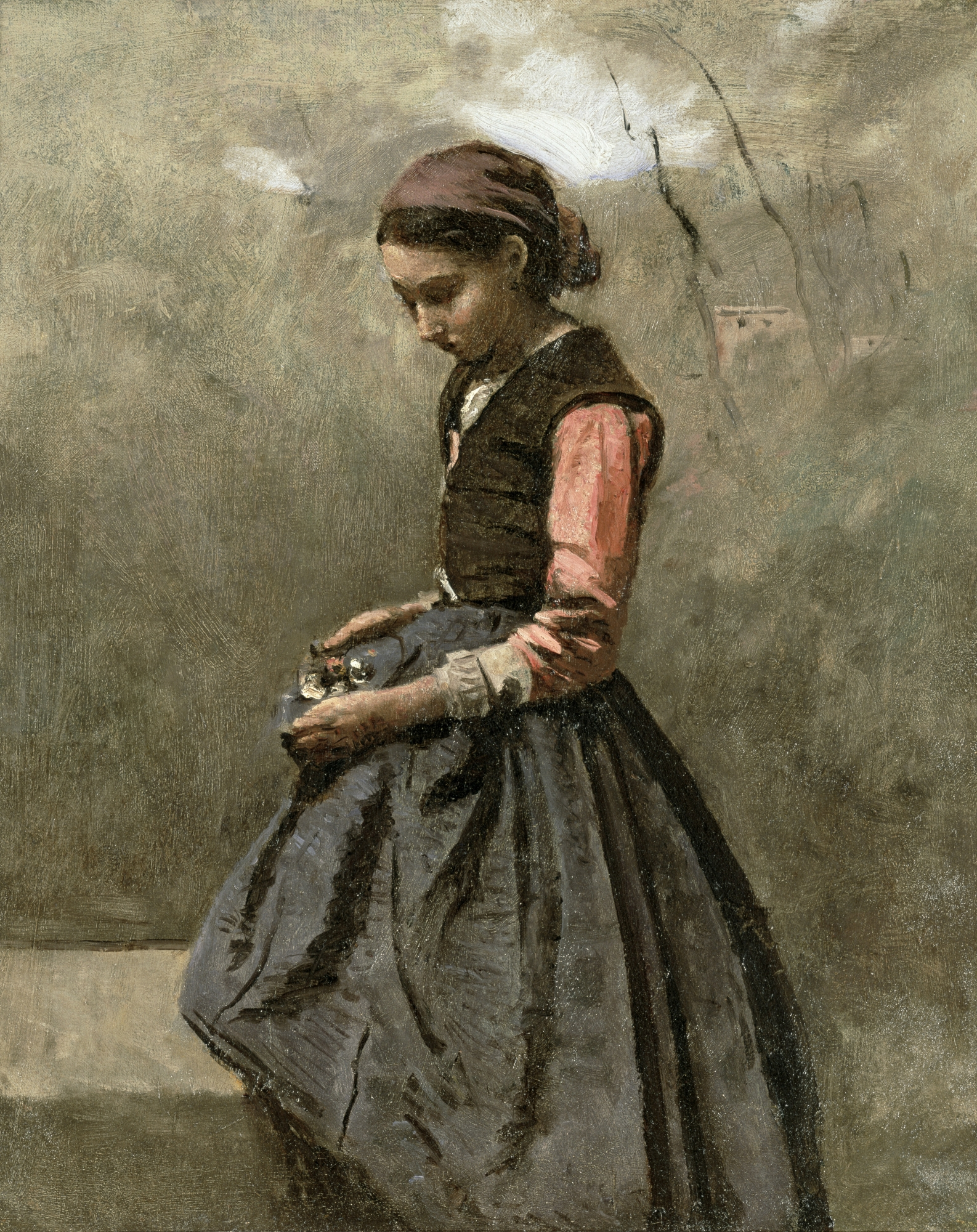
ジャン＝バティスト・カミーユ・コロー『もの思い』（1865年 - 1870年頃）
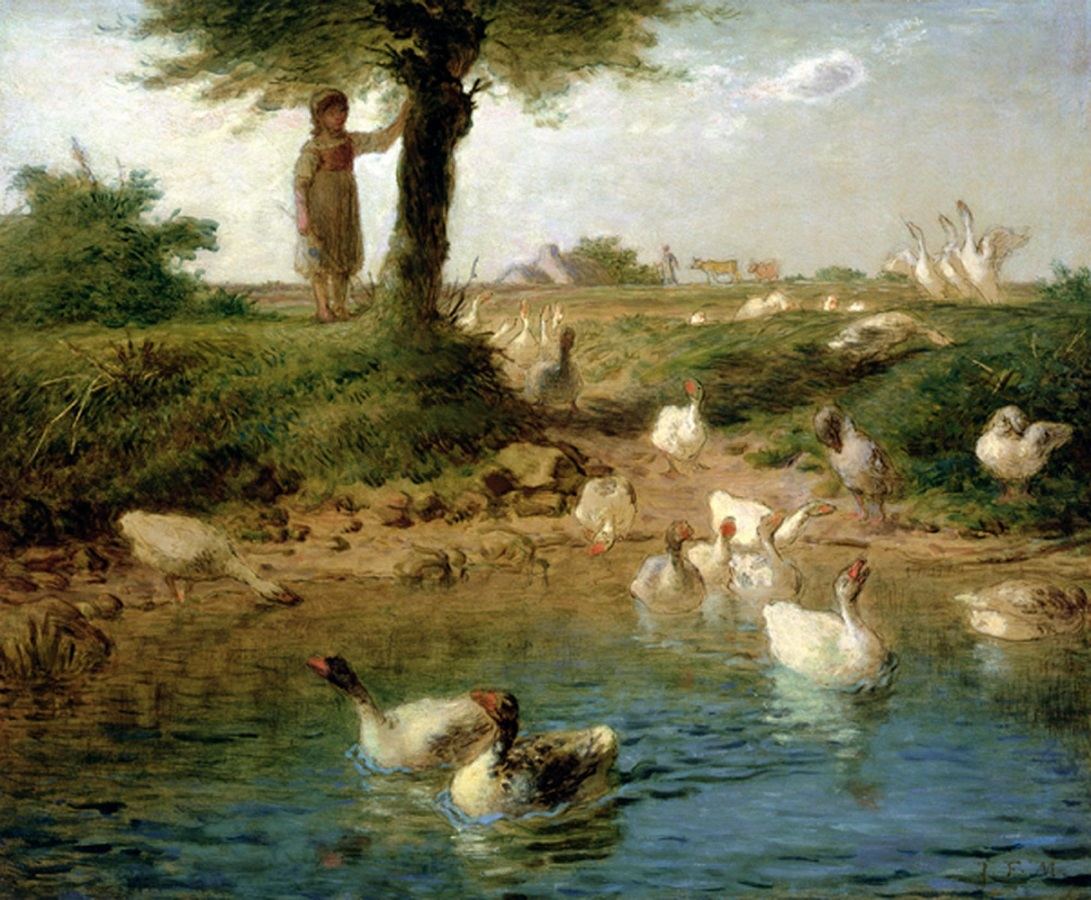
ジャン＝フランソワ・ミレー『鵞鳥番の少女』（1866年 - 1867年）
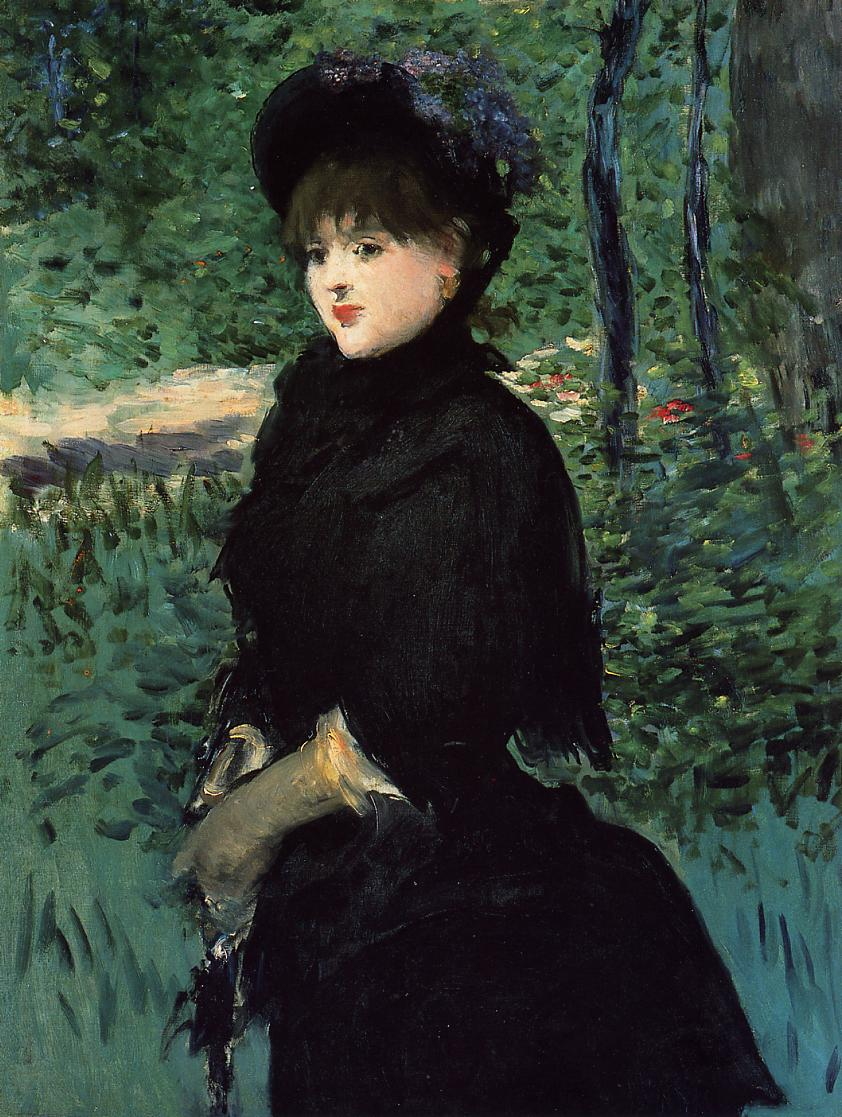
エドゥアール・マネ『散歩』（1880年頃）
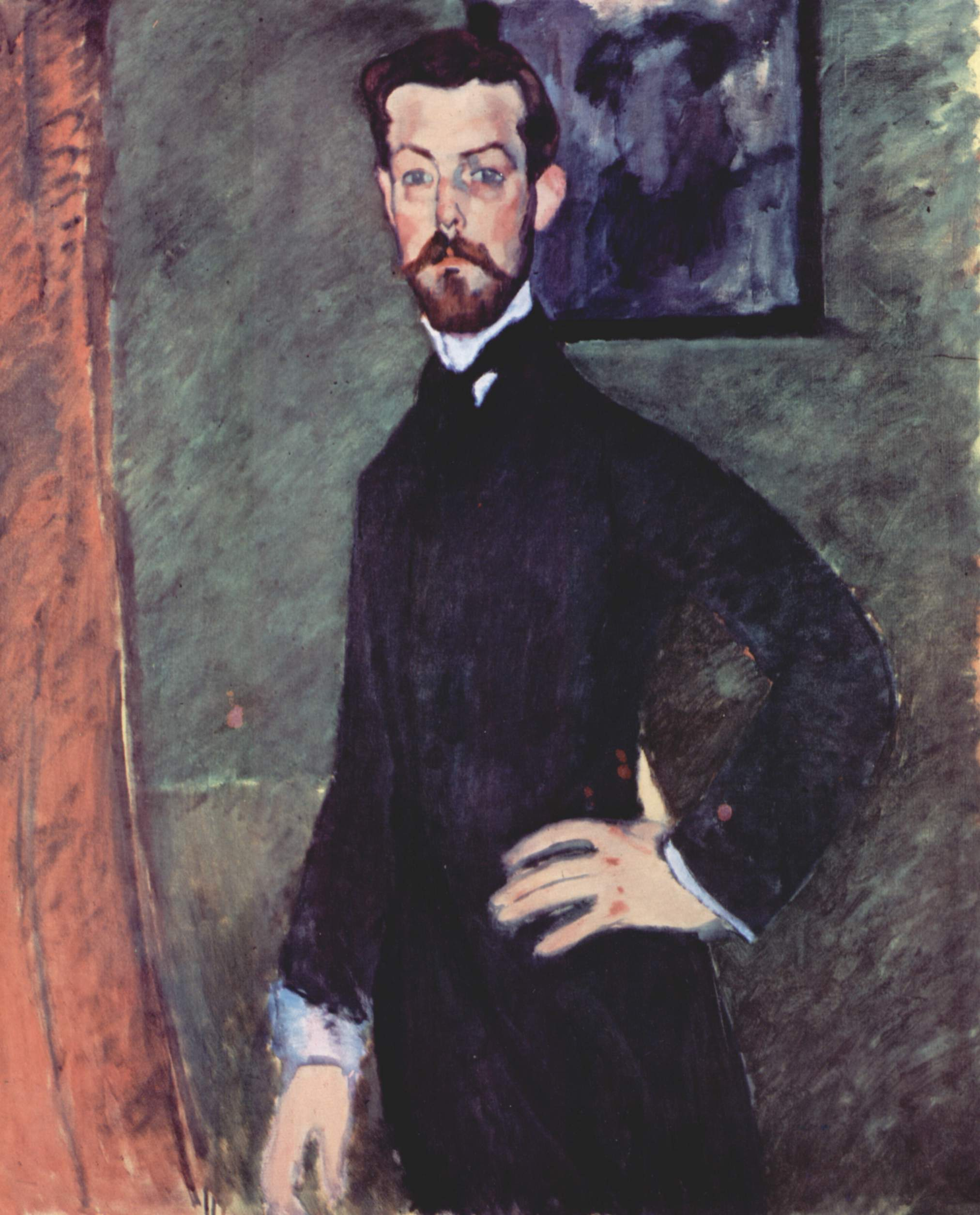
アメデオ・モディリアーニ『ポール・アレクサンドル博士』（1909年）
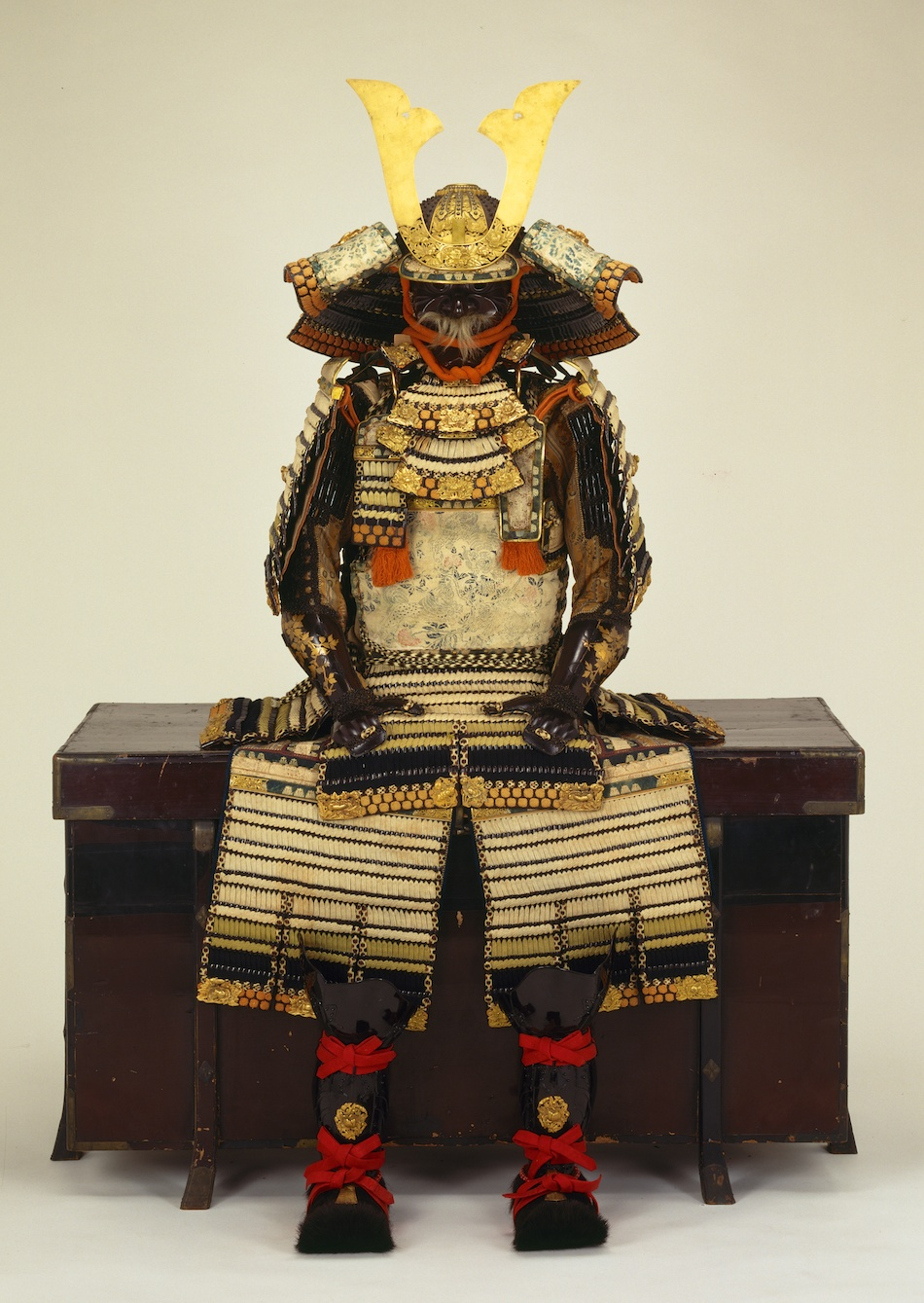
島津斉彬所用の大鎧様式の甲冑で、白糸裾萌葱紺威鎧 兜・大袖・小具足付（江戸時代・19世紀）
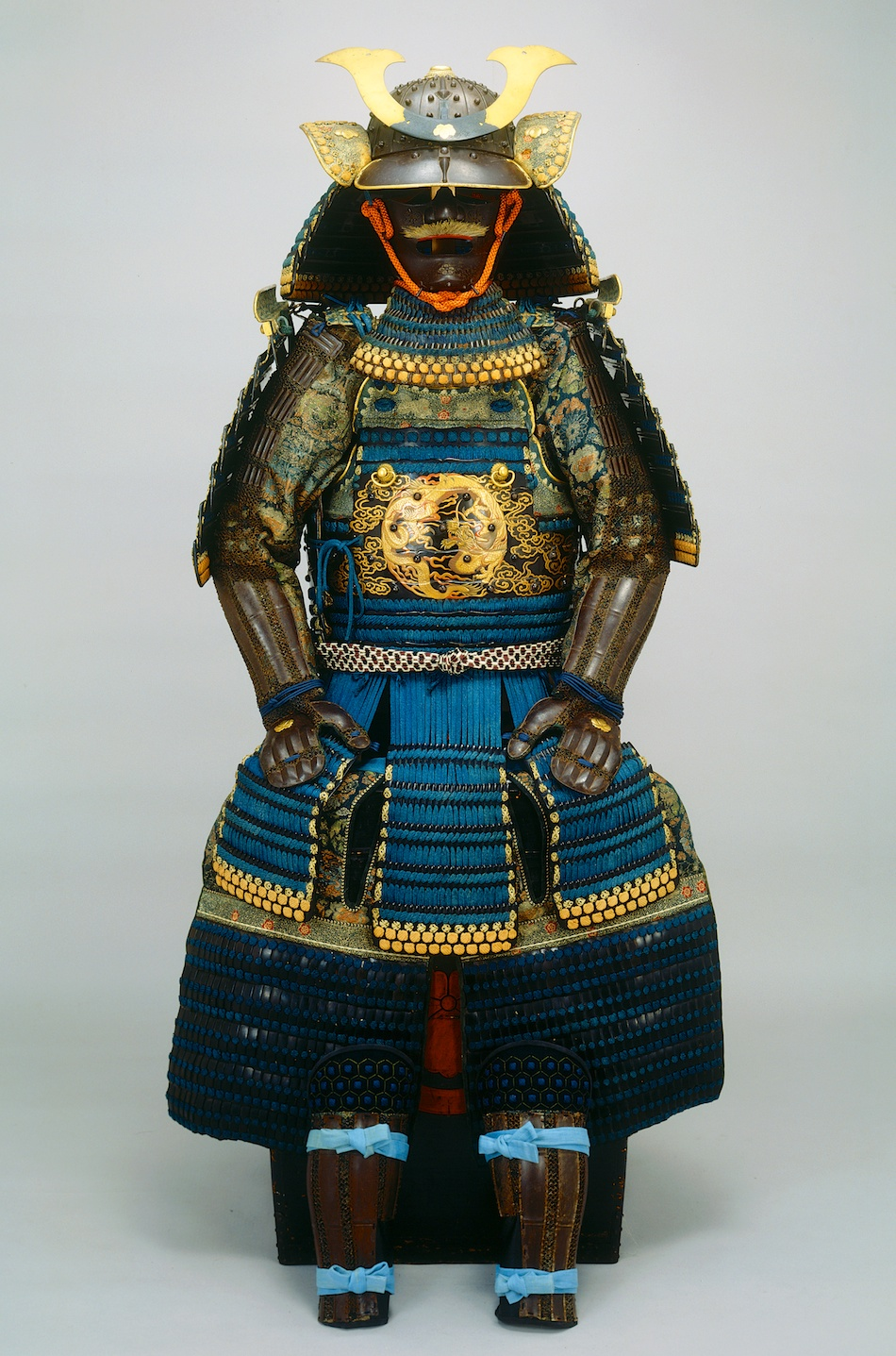
御納戸糸威雲龍蒔絵山道頭桶側二枚胴具足（江戸時代・19世紀）
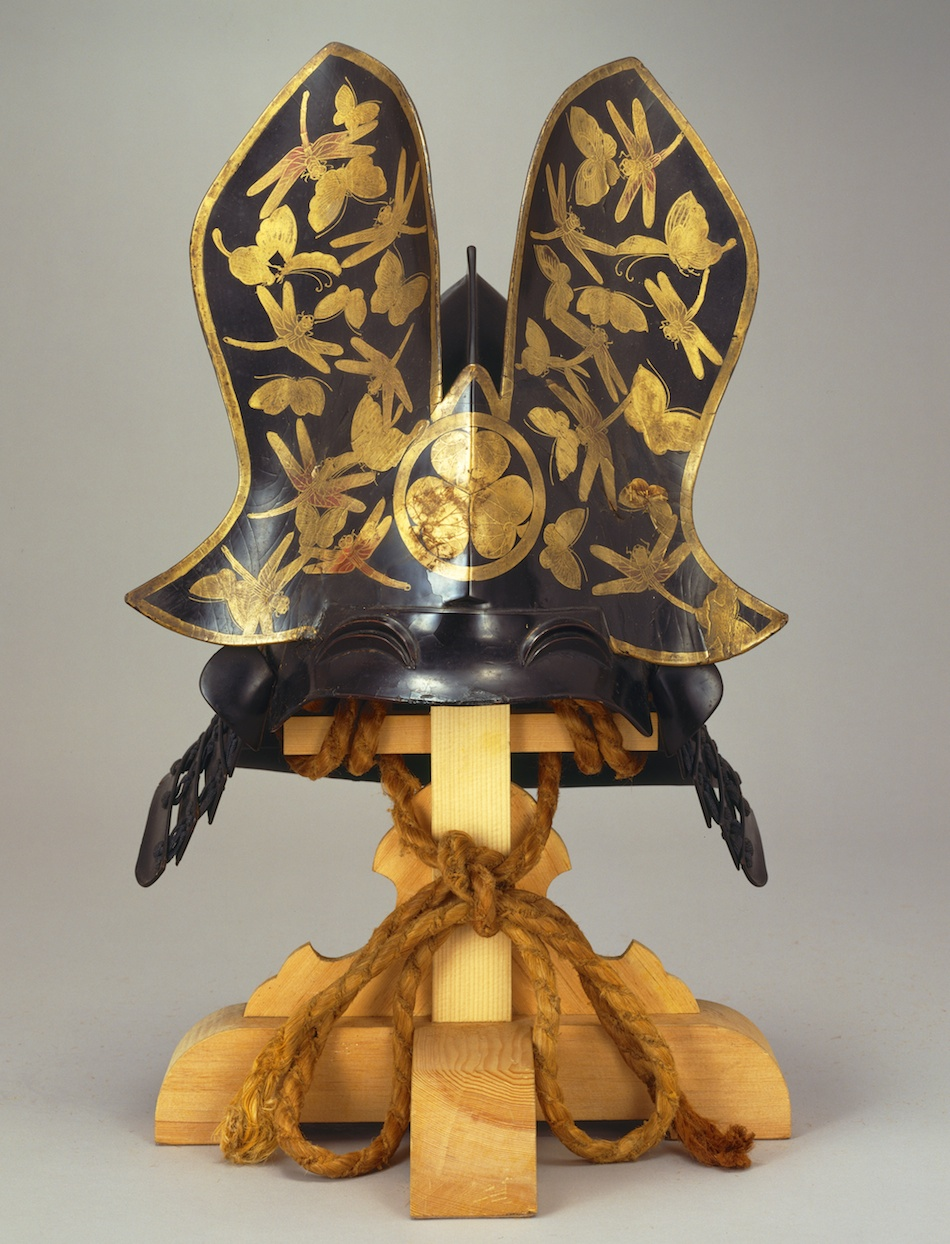
蝶蜻蛉尽葵紋蒔絵蝶形兜（江戸時代・18世紀）
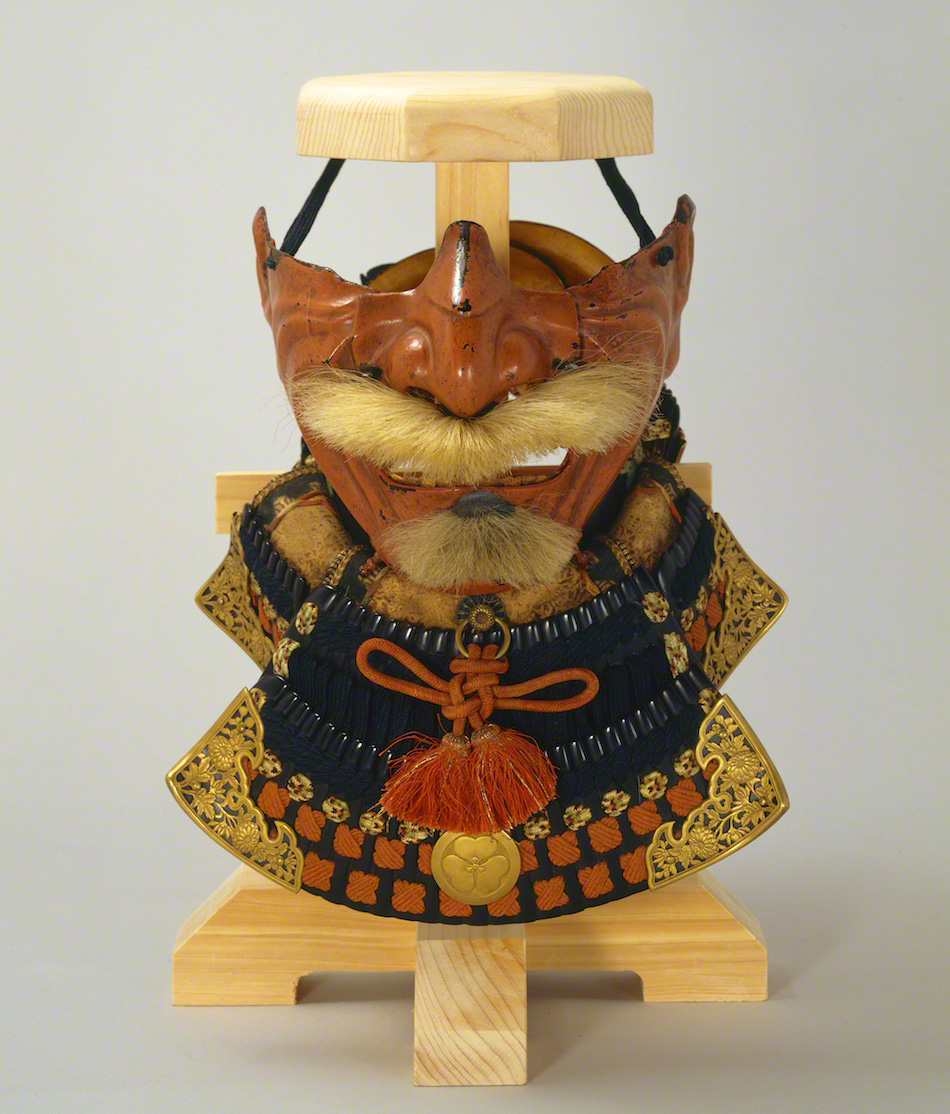
鉄地肉色漆塗烈勢目の下頬当 曲輪付（江戸時代・18世紀）
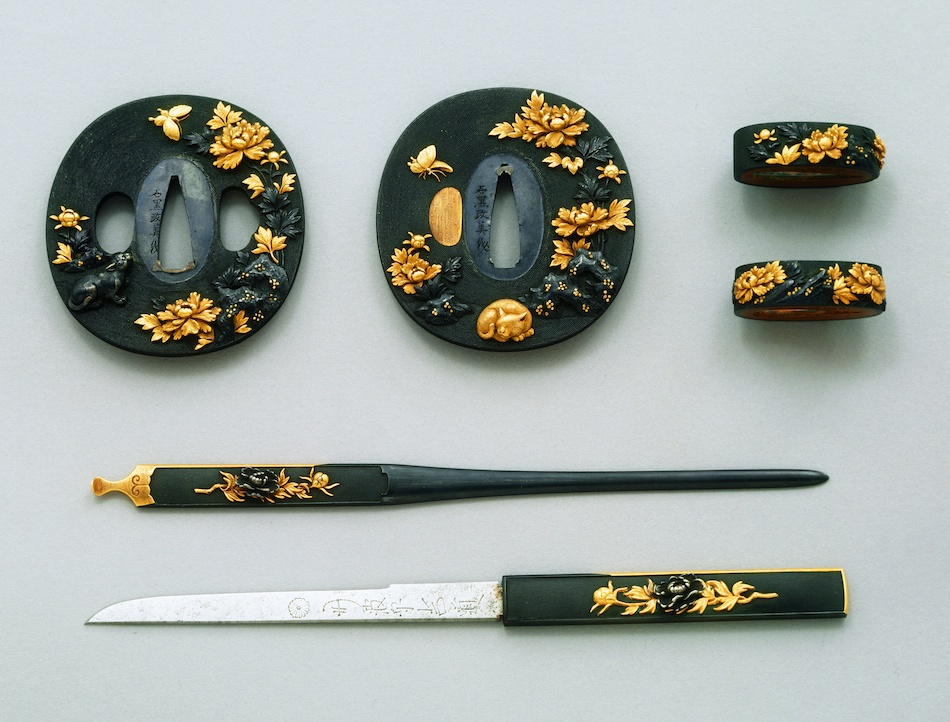
黒蝋色塗鞘大小拵の[鐔・縁頭・目貫］銘 石黒政美作（18世紀か19世紀・江戸時代）、［小柄、笄］銘 柳川直政作（18世紀・江戸時代）
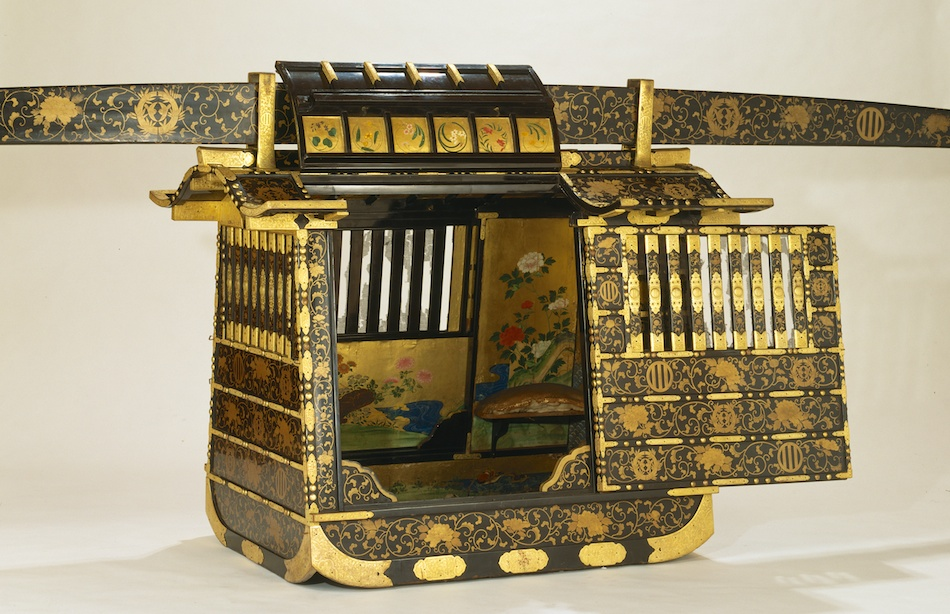
伊達氏の順姫（むねひめ）用の竹雀紋竪三引両紋牡丹唐草蒔絵女乗物（江戸時代・18世紀）
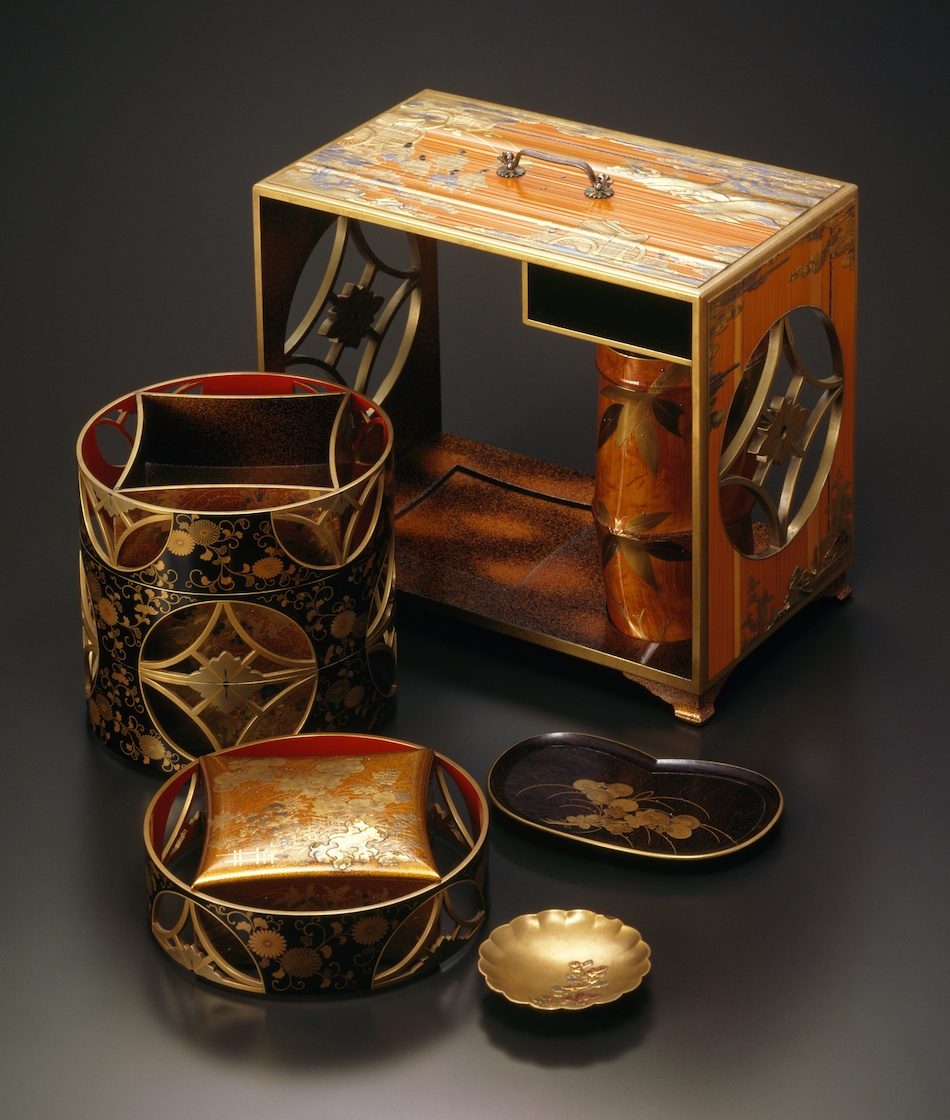
竹貼源氏蒔絵提重（江戸か明治時代・19世紀）
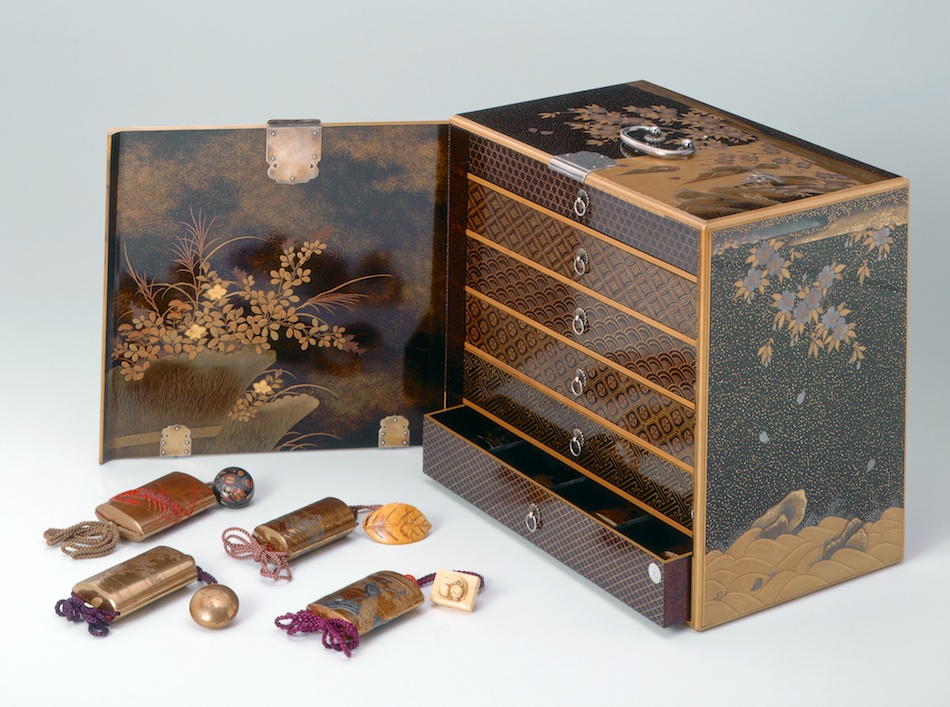
布引瀧蒔絵印籠箪笥（江戸か明治時代・19世紀）

## その他
- かつて姉妹美術館として静岡県富士宮市に富士美術館があったが、2008年（平成20年）5月11日に閉館した。
- 2010年（平成22年）9月には菅直人総理大臣（当時）が特別展「ポーランドの至宝」に来館した。美術館関係者らと懇談し特別展の感想を話したが、政治向きの話は出なかったという。これについては、同年7月の第22回参議院議員通常選挙で民主党が少数与党になったこともあり、「ねじれ国会」対策として公明党や支持母体の創価学会への接近をはかったものとの報道があった[2][3][4]。